# Dino Frescobaldi

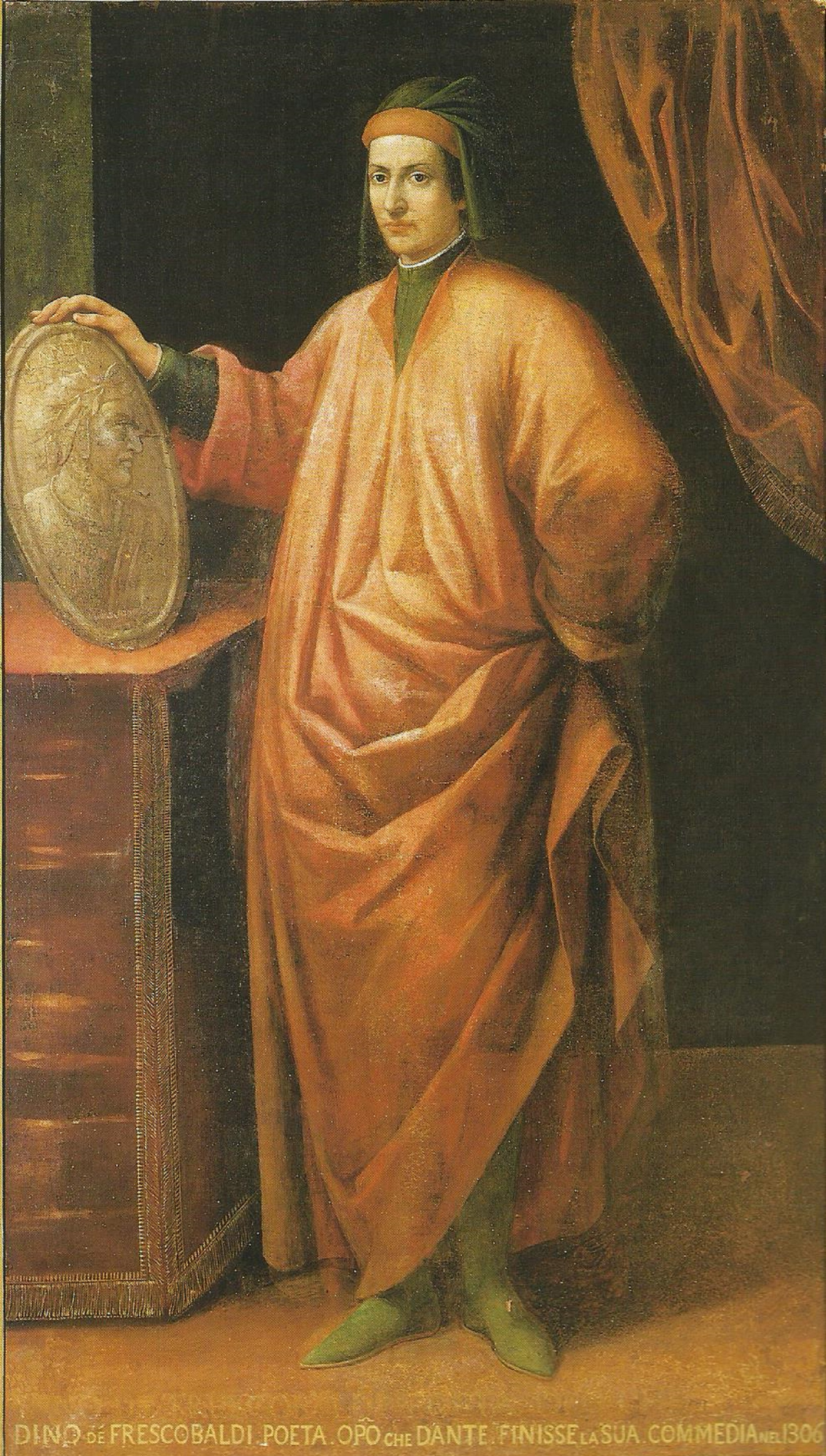
Dino Frescobaldi

Dino Frescobaldi (* 1271 in Florenz; † 1316) war ein italienischer Dichter. 

## Leben
Dino Frescobaldi war eine Persönlichkeit, die dem Wirkungskreis Dante Alighieris sehr nahestand. Er wird als einer der größten Vertreter des Dolce Stil Nuovo angesehen. Dante entwickelte diese Stilrichtung, die mit dem von ihm selbst geprägten Begriff bezeichnet wird. In dieser Stilrichtung wird die Liebesthematik – die göttliche Macht Amors und der Dame, die den Liebenden zum Göttlichen hinführt – philosophisch überhöht und mit gesuchten Mitteln sprachlich sowie rhetorisch verschleiert. Sein Wirken wird bspw. von Pietro Bembo und Giovanni Boccaccio hervorgehoben. Er war Sohn von Lambertuccio Frescobaldi, also ein Nachkomme der wohlhabenden florentinischen Handelsfamilie der Frescobaldi.
Er wurde von seinen Zeitgenossen sehr geschätzt. Seine Sonette und Lieder waren in großer Zahl im Umlauf. Er war jener Freund Dantes, der ihn im Jahre 1305 zum Marquis Morello Malaspina geschickt hatte. Dieser beherbergte Dante und er auch war derjenige, der nach den ersten sieben Gesängen der Göttlichen Komödie Dante gebeten haben soll, die Arbeit an jenem Werk unbedingt fortzusetzen.
Dino Frescobaldi war der Vater des Dichters Matteo Frescobaldi.

## Werke
Sonette:
- Lodi della sua Donna
- La sua Donna è divenuta una stella nel Cielo d'Amore